# Hans Caspar von Bülow

Schattenriss des Hans Caspar v. Bülow 1778 als Göttinger Student in der Silhouettensammlung Schubert

Hans Caspar von Bülow, auch: Hans Casper von Bülow (* 29. März 1757 auf Schloss Bothmer, Klütz; † 30. Oktober 1818 in Preetz) war ein deutscher Offizier, Domherr und Gutsbesitzer.

## Leben
Hans Caspar von Bülow stammte aus der Linie Wehningen, Zweig Gudow-Kühren-Gorow, des weit verzweigten mecklenburgischen Uradelsgeschlechts von Bülow. Er war der vierte Sohn des hannoverschen Kammerherrn Dethloff von Bülow (1717–1795) und dessen Frau Christine Sophie, geb. von Bothmer († 1788), einer Tochter des Reichsgrafen Hans Caspar Gottfried von Bothmer auf Schloss Bothmer und dessen Frau Christine Margarethe, geb. von Bülow auf Elmenhorst. Georg Ludwig von Bülow war sein ältester Bruder. Sein Vater hatte den umfangreichen Grundbesitz durch Kauf und Tausch arrondiert und besaß nun neben dem Gut Gudow und seinen Vorwerken die Güter Müssen im Lauenburgischen, Gorow (Satow), Clausdorf, Klein Bölkow und Preten in Mecklenburg sowie seit 1778 Kühren in Holstein. Im Herzogtum Sachsen-Lauenburg hatte er das mit Gudow verbundene Amt des Erblandmarschalls inne und war Landrat und Beisitzer am Hofgericht in Ratzeburg.
Im Alter von neun Jahren erhielt Hans Caspar von Bülow am 21. Oktober 1766 auf Präsentation von Joachim Otto Adolf Graf von Bassewitz die durch den frühen Tod von Carl Graf von Dernath (1750–1766) freigewordene Präbende als Domherr im Lübecker Domkapitel. Der junge Domherr studierte für das erforderliche akademische Biennium vom 29. April 1776 bis Ostern 1778 die Rechtswissenschaften an der Georg-August-Universität Göttingen. Für diese Zeit ist er sowohl in den überlieferten Protokollen der Hannoverschen Landsmannschaft als deren Mitglied wie auch als Freimaurer in der Loge Zum goldenen Zirkel belegt. Sein Schattenriss als Student ist in der Silhouetten-Sammlung Schubert erhalten.
Er diente in der Hessen-kasselschen Armee, wurde 1782 Leutnant und Flügeladjutant des Landgrafen Friedrich. Zu seiner von ihm beantragten Entlassung erhielt er den Titel Kammerherr. Für das Jahr 1787 ist ein Besuch des Museums Fridericianums überliefert. 1795 starb sein Vater. Zwei seiner Brüder verzichteten gegen eine Ablösung auf ihren Anteil an den Gütern. Diese wurden dann 1798 in Lübeck in drei Paketen (Caveln) verlost. Dabei erhielt Hans Caspar die dritte Güter-Cavel, bestehend aus dem Gut Kühren mit dessen Pertinenzien.

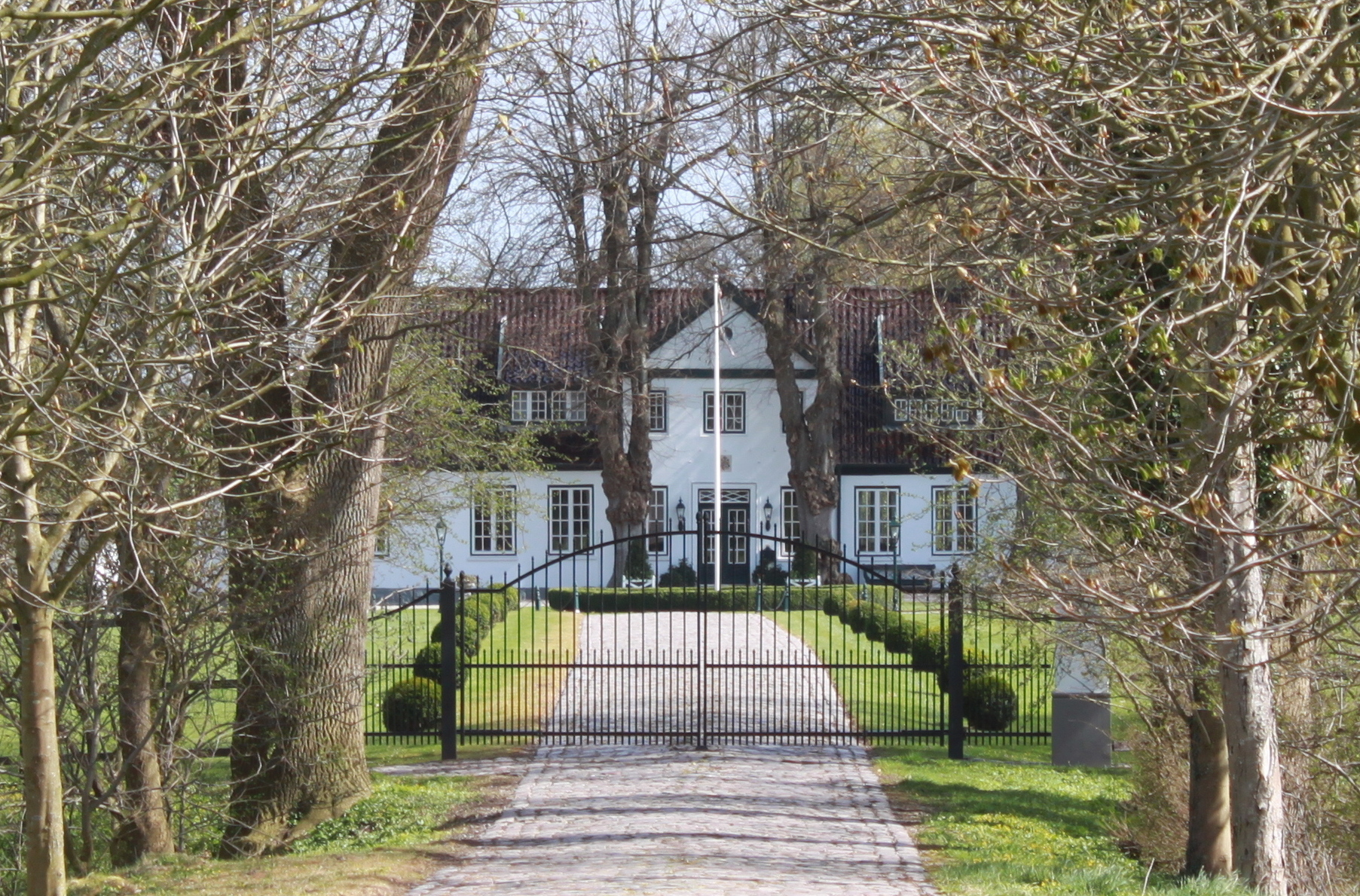
Wilhelminenhof

Hans Caspar von Bülows Residenzpflicht in Lübeck endete mit der Säkularisation des Hochstifts durch den Reichsdeputationshauptschluss 1803; er behielt jedoch seine Privilegien und Einkünfte als Domherr auf Lebenszeit. Bülow kümmerte sich mit großer Umsicht um die Verbesserung seines Gutes Kühren. Aus vom Dorf Kührsdorf erworbenen Ländereien bildete er einen neuen Hof, den er nach seiner Frau Wilhelminenhof nannte. Er vergrößerte Bauernstellen und errichtete eine Pachtstelle in Klein-Kühren. In Kühren erbaute er eine neue Meierei für 250 Kühe.
Hans Caspar von Bülow war verheiratet mit Wilhelmine Friederike Melusine (1786–1813), geb. von Schulte, einer Tochter des Präsidenten der Ritterschaft des Herzogtums Bremen und Burgmanns zu Horneburg Caspar Ludwig Freiherrn Schulte auf Kuhmühlen. Das Paar hatte eine Tochter, Louise (1789–1847), verheiratete von Vett, sowie vier Söhne: Detlev von Bülow (1793–1882), der Kühren erbte, 1848 bis Ende 1857 als Vormund von Friedrich Gottlieb von Bülow auf Gudow amtierte und 1881 in den preußischen Grafenstand erhoben wurde, Hans (1795–1845), Gottlieb (1797–1848), hannoverscher Hauptmann, und Carl (1797–1875).